# Ajmonia lehtineni
Ajmonia lehtineni is een spinnensoort in de taxonomische indeling van de kaardertjes (Dictynidae).
Het dier behoort tot het geslacht Ajmonia. De wetenschappelijke naam van de soort werd voor het eerst geldig gepubliceerd in 1998 door Yuri M. Marusik & Koponen.